# دیوید بتلهم
دیوید بتلهم (مجاری: Dávid Betlehem؛ زادهٔ ۴ سپتامبر ۲۰۰۳) شناگر اهل مجارستان است.
وی در مسابقات کشوری و بین‌المللی در مجموع برندهٔ ۵ مدال طلا، ۶ مدال نقره، ۴ مدال برنز شده است.